# Відрізок

Геометричне визначення замкненого лінійного відрізка: перетин усіх точок праворуч від A з усіма точками лівіше від B, включаючи самі точки A і B

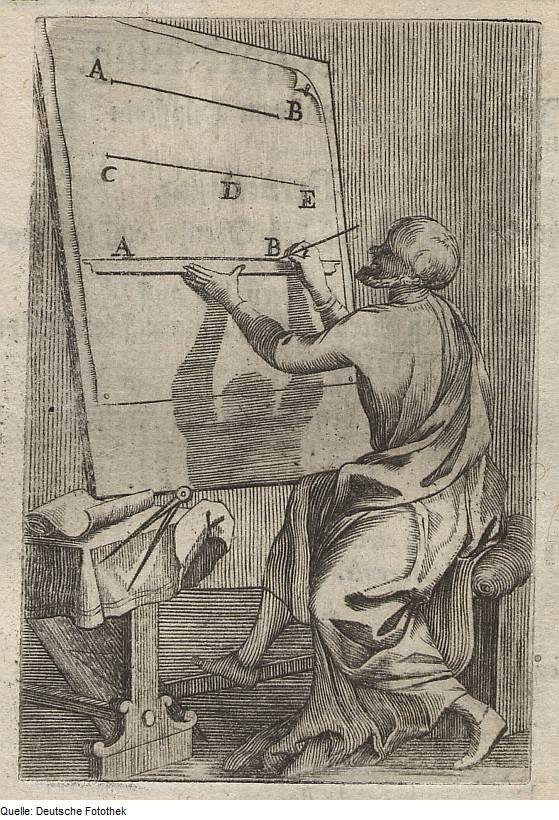
Історичне зображення — малювання лінійного відрізка (1699)

Відрізок — частина прямої, обмежена двома точками.

## Визначення
Якщо {\displaystyle V\,\!} векторний простір над {\displaystyle \mathbb {R} } або {\displaystyle \mathbb {C} }, і {\displaystyle L\,\!} це підмножина {\displaystyle V,\,\!} тоді {\displaystyle L\,\!} відрізок якщо {\displaystyle L\,\!} може бути заданий як
{\displaystyle L=\{\mathbf {u} +t\mathbf {v} \mid t\in [0,1]\}}
для деякого вектора {\displaystyle \mathbf {u} ,\mathbf {v} \in V\,\!}, в такому випадку вектори {\displaystyle \mathbf {u} } та {\displaystyle \mathbf {u+v} } називаються кінцевими точками відрізка {\displaystyle L.\,\!}
Іноді нам потрібно розрізняти «відкриті» та «закриті» відрізки. Тоді закритий відрізок визначається як було вказано вище, а відкритий відрізок як підмножина {\displaystyle L\,\!}, параметризована як
{\displaystyle L=\{\mathbf {u} +t\mathbf {v} \mid t\in (0,1)\}}
для деяких векторів {\displaystyle \mathbf {u} ,\mathbf {v} \in V\,\!}.
Альтернативне визначення таке: Відрізок (замкнутий) це опукла оболонка двох точок.

## Відрізок числової прямої
Відрізок числової (координатної) прямої (числовій відрізок, сегмент) — множина дійсних чисел {\displaystyle x~}, таких що задовольняють нерівності {\displaystyle a\leq x\leq b}, де заздалегідь завдані дійсні числа
{\displaystyle a~} і {\displaystyle b~} {\displaystyle (a<b)~} називаються кінцями відрізка. На противагу до них, інші числа {\displaystyle x~}, що задовольняють нерівності {\displaystyle a<x<b~}, називаються внутрішніми точками відрізка.
Відрізок зазвичай позначається {\displaystyle [a,b]}:
{\displaystyle [a,b]=\{x\in \mathbb {R} \mid a\leq x\leq b\}}.
Відрізок є замкнутим проміжком.
Число {\displaystyle b-a\,} називається довжиною числового відрізка {\displaystyle [a,b]}.

### Стяжна система сегментів
Система сегментів — нескінченна послідовність елементів множини відрізків на числовій прямій {\displaystyle \{[a,b]|a,b\in \mathbb {R} \land a<b\}}.
Система сегментів позначається {\displaystyle \{[a_{n},b_{n}]\}_{n=1}^{\infty }}. Мається на увазі, що кожному натуральному числу {\displaystyle ~n} зіставлений у відповідність відрізок {\displaystyle ~[a_{n},b_{n}]}.
Система сегментів {\displaystyle \{[a_{n},b_{n}]\}_{n=1}^{\infty }} називається стяжною, якщо
- кожний наступний відрізок міститься в попередньому;
{\displaystyle \forall n\in \mathbb {N} \colon [a_{n+1},b_{n+1}]\subseteq [a_{n},b_{n}]}
- відповідна послідовність довжин відрізків нескінченно мала.
{\displaystyle \lim _{n\to \infty }(b_{n}-a_{n})=0}

В будь-якій стяжній системі сегментів існує єдина точка, що належить всім сегментам системи.
{\displaystyle \forall \{[a_{n},b_{n}]\}_{n=1}^{\infty }~\exists !c\in \mathbb {R} ~\forall n\in N\colon c\in [a_{n},b_{n}]}
Цей факт випливає з властивостей монотонної послідовності.